# سایوز۴۰
سایوز-۴۰ (به روسی: Союз ۴۰)(به معنای اتحاد ۴۰) یک مأموریت سرنشین دار سازمان فضایی شوروی به مقصد ایستگاه فضایی سالیوت۶ و یکی از ماموریت‌های بازدید از خدمه سایوز تی۴ بود. سایوز۴۰ آخرین پرواز از بخش اول سری ماموریت‌های اینترکسموس شوروی محسوب می‌شد که با پرتاب آن یک فضانورد رومانیایی هم به فضا سفر کرد. همچنین سایوز۴۰ آخرین مأموریت فضاپیمای مدل سایوز7k-t بود.

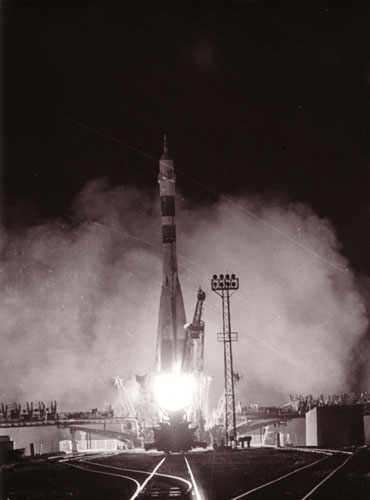
پرتاب سایوز۴۰

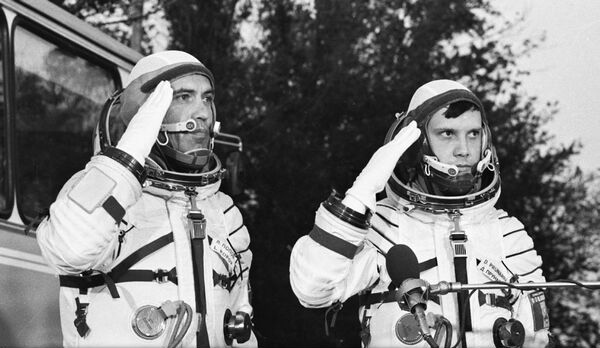
سلام نظامی فضانوردان سایوز۴۰ قبل از پرتاب

## خدمه مأموریت
| شماره | نام              | ملیت               | تعداد پرواز | نقش عملیاتی | تصویر |
| ۱     | لئونید پوپوف     | اتحاد جماهیر شوروی | ۲           | فرمانده     |       |
| ۲     | دیمیترو پروناریو | رومانی             | ۱           | محقق فضایی  |       |